# Ischiopagus
 Mise en garde médicale
L'ischiopagus (du grec ἰχίον, ischion, « partie inférieure de l’os iliaque » et πάγος, pagos, « ce qui est fixé, assemblé, figé » – prononcer iskiopagus) désigne un phénomène rarissime de malformation humaine.
Il se produit lorsque deux fœtus jumeaux s'entremêlent, l'un d'eux cessant son développement. L'autre fœtus « absorbe » alors les membres et organes du jumeau dit parasite[réf. nécessaire]. Cela peut donner lieu à des êtres humains ayant quatre bras, plusieurs organes, deux colonnes vertébrales, etc.
Cette malformation ressemble à la pathologie des frères siamois, mais celle-ci est plus grave car les chances de survie sont encore moindres : les nerfs peuvent s'entremêler, les os fusionner (comme la colonne vertébrale), les organes s'entrechoquer ou se parasiter, etc.[réf. nécessaire].

## Origine du terme
Selon le Dictionnaire de médecine, de chirurgie, de pharmacie, de l’art vétérinaire et des sciences qui s’y rapportent (13e édition refondue par Émile Littré et Ch Robin – Paris : J.B.Baillière, 1873) le terme « ischiopage » est le « nom donné par Isidore Geoffroy Saint-Hilaire aux monstres composés de deux individus qui ont un ombilic commun, et qui sont réunis par la région hypogastrique. »

## Cas de Lakshmi Tatma
Début novembre 2007, le Dr Sharan Patil, chirurgien orthopédiste indien à la tête d'une équipe d'une trentaine de personnes, a opéré Lakshmi Tatma une fillette indienne (prénommée Lakshmi en référence à la divinité hindoue de l'abondance qui a quatre bras) pour l'ablation de deux bras et deux jambes surnuméraires, à l'hôpital Sparsh de Bangalore. Si l'opération s'est bien déroulée, l'équipe médicale a dû faire face à de nombreuses difficultés : reconstruire la région pelvienne et sauver les organes, la fillette ayant également deux colonnes vertébrales fusionnées, deux reins (l'un “dans son corps” et l'autre “dans le corps du jumeau” ; le deuxième rein a d'ailleurs été transplanté durant l'opération), deux cavités stomacales, deux poitrines et des nerfs emmêlés.

## Fictions
- Les jumeaux cannibales sont au cœur du film L'Amant double de François Ozon.